# Cappellaio Matto
Il Cappellaio Matto (The Mad Hatter) è un personaggio immaginario inventato da Lewis Carroll apparso per la prima volta nel 1865 ne Le avventure di Alice nel Paese delle Meraviglie e che ricompare in Attraverso lo Specchio e quel che Alice vi trovò (1871). La denominazione "Cappellaio Matto", benché largamente in uso, non è presente nelle opere originali di Carroll, che si riferisce al personaggio semplicemente come "Hatter" ("Cappellaio") nel primo libro, e con la forma contratta "Hatta" (in genere conservata nelle traduzioni italiane) nel secondo.
Come per tutti i suoi personaggi Carroll non dà una precisa descrizione fisica del Cappellaio, ma si sofferma più sul comportamento del personaggio e sul suo modo di relazionarsi con Alice. L'iconografia del personaggio (largamente ripreso nella cultura popolare, a partire dalla celebre versione nel film di animazione Disney) è quindi principalmente ispirata dalle illustrazioni dei libri di Carroll, e in particolare da quelle originali di John Tenniel.

## Genesi del personaggio
Come per altri personaggi dei libri di Carroll (per esempio la Lepre marzolina o la Falsa tartaruga) la figura del Cappellaio Matto ha origine da un gioco di parole basato su un'espressione in uso nell'Inghilterra vittoriana, in questo caso "matto come un cappellaio" (mad as a hatter). L'origine dell'espressione viene solitamente associata con l'uso del mercurio nella lavorazione dei tessuti, sostanza che poteva avere effetti deleteri sul sistema nervoso degli artigiani che maneggiavano tali tessuti. Alcune rappresentazioni del Cappellaio nella cultura popolare, per esempio quella di Tim Burton nel film Alice in Wonderland, sono state influenzate da questa interpretazione (il trucco usato per il personaggio del Cappellaio interpretato da Johnny Depp riprende altri aspetti sintomatici dell'avvelenamento da mercurio, per esempio la presenza di macchie arancioni sulla pelle). Tuttavia la questione dell'origine dell'espressione è controversa; per esempio è stato osservato che mad as a hatter è una variante di espressioni preesistenti come mad as a maybutter, che non hanno alcuna particolare relazione con l'avvelenamento da mercurio.
La leggenda vuole inoltre che Carroll si sia ispirato a tale Theophilius Carter, estroso inventore di orologi bizzarri, che usava portare un cilindro in testa.
L'illustratore John Tenniel rappresentò il Cappellaio con una fisionomia simile a quella con cui aveva rappresentato il politico Benjamin Disraeli in altre vignette. Nella rappresentazione classica di Tenniel il Cappellaio indossa un grande cilindro con l'etichetta in this style 10/6; come lo stesso Carroll ha spiegato in The Nursery "Alice" l'etichetta indica il prezzo del cappello espresso secondo il vecchio sistema di monetazione britannica non decimale: dieci scellini e sei pence (corrispondenti a mezza ghinea, una cifra abbastanza consistente).

## Caratterizzazione del personaggio
Possiamo ricostruire il carattere e l'aspetto del Cappellaio Matto analizzando Le avventure di Alice nel Paese delle Meraviglie, Attraverso lo Specchio e quel che Alice vi trovò, e il racconto dei tentativi di Carroll di realizzare una versione teatrale di Alice riportati da Charlie Lovett nel saggio Alice on Stage.

### InAlice nel Paese delle Meraviglie
Il Cappellaio abita nel Paese delle Meraviglie, in una casetta (nominata dal Gatto del Cheshire) parallela a quella della Lepre, dove invece si svolge l'azione; entrambi sono sudditi della Regina di cuori.
Cappellaio fallito, dedito solo a gozzovigliare, aveva partecipato a un festival della canzone organizzato dalla Regina, con scarsissimi risultati (aveva presentato Twinkle, Twinkle little bat, parodia di Twinkle, Twinkle, Little Star); accusato di aver "ammazzato il tempo", aveva subito una singolare condanna: da quel momento il Tempo stesso, risentito, per lui e i suoi compagni si fermò alle cinque.
Nella sua perenne ora del tè il Cappellaio partecipa ai festini della Lepre Marzolina (matta anche lei) e sembra non riuscire a portare un discorso sensato a termine senza interruzioni. Appassionato anche di orologi, ne possiede uno che segna il giorno e il mese, ma non le ore.
Il suo famosissimo indovinello Che differenza c'è tra un corvo e uno scrittoio? (che nel libro non ha una risposta) ha fatto arrovellare i cervelli dei lettori che spinsero Carroll a inventarne una risposta.

### InAttraverso lo specchio

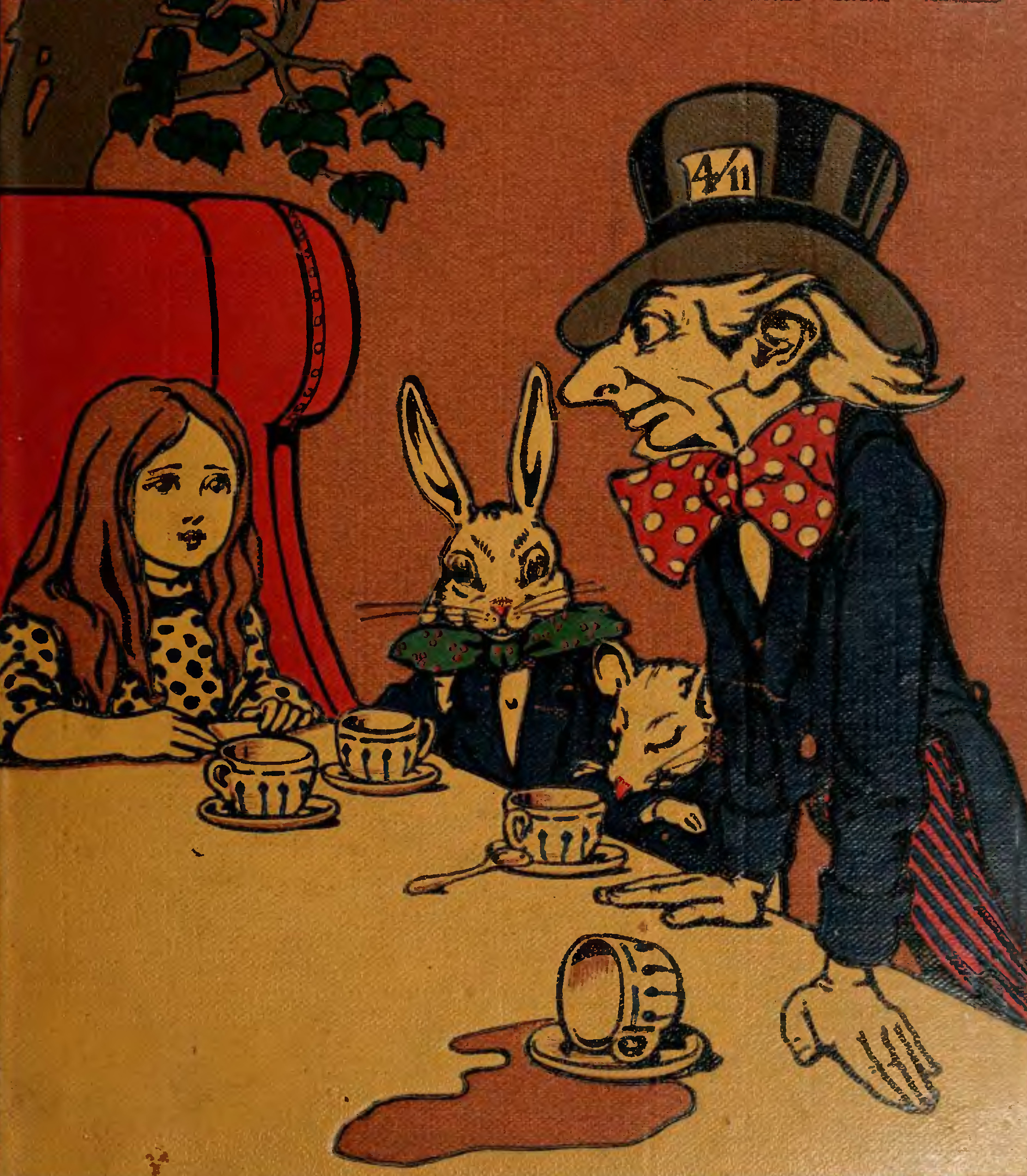
Copertina del libro nel 1907

Nel secondo libro il Cappellaio viene chiamato Hattah, ed è un servitore della corte reale. La Regina Bianca lo cita per spiegare ad Alice come funziona il Tempo nel Mondo dello Specchio, dove il futuro accade prima del passato: per questo motivo, Hattah è stato condannato per un crimine che non ha ancora commesso, e prima di commetterlo (circostanza peraltro ipotetica) avrà terminato di scontare la pena.
In seguito Alice incontrerà Hattah in persona, insieme ad Haigah (la Lepre Marzolina), quando si recherà insieme al Re Bianco a osservare la lotta tra il Leone e l'Unicorno; qui i due non mancheranno di rivolgere ad Alice domande trabocchetto ed enigmi fuori di testa.
Bisogna notare che nel testo non c'è alcun elemento che colleghi Hattha e Haigah al Cappellaio e alla Lepre, a parte l'assonanza del nome del primo con la parola inglese hatter (cappellaio); fu Lewis Carroll a chiedere a sir John Tenniel di dare ai due servitori le sembianze dei personaggi del libro precedente. Martin Gardner ne desume che il "crimine" non ancora commesso da Hattah possa essere l'omicidio del Tempo citato nel Paese delle Meraviglie .

## L'indovinello del Cappellaio
Nel libro Le avventure di Alice nel Paese delle Meraviglie, il cappellaio pone ad Alice l'indovinello: "Why is a raven like a writing desk?" ("Perché un corvo è come uno scrittoio?" oppure "Cos'hanno in comune un corvo e uno scrittoio?"). Quando Alice si arrende, il Cappellaio ammette di non conoscere lui stesso la risposta. Quando Lewis Carroll ideò l'indovinello lo fece con l'intenzione di lasciarlo privo di una soluzione, tuttavia le richieste di molti lettori e ammiratori lo indussero a cercare, assieme ad altri esperti di indovinelli come Sam Loyd, una possibile soluzione. Nella prefazione all'edizione del 1896 Carroll scrisse:
()
La soluzione prospettata da Carroll è formata da due parti. Nella prima gioca sui doppi significati di "Note" (nota musicale o foglietto scritto) e di "Flat" (Bemolle o piatto). Nella seconda invece afferma che entrambi non vengono mai disposti al contrario (una scrivania non viene mai disposta con il fronte, su cui ci si appoggia per scrivere, contro il muro), pur sostituendo la parola never (mai) con nevar (Raven scritto al contrario) che ne ha la stessa pronuncia.
Nel corso degli anni numerose altre risposte sono state proposte e nel 1989 la England's Lewis Carroll Society indisse un concorso per cercare le migliori soluzioni.
Alcune delle soluzioni più citate sono:
- Because Poe wrote on both (Perché Poe scrisse su entrambi). Si riferisce alla famosa poesia di Edgar Allan Poe, il Corvo, presumibilmente scritta poggiandosi su una scrivania.
- Because there's a "B" in both and a "N" in neither (Perché c'è una "B" in entrambi e una "N" in nessuno). In realtà, a ben guardare, c'è una N in entrambi (raven, writing desk) mentre nessuno dei due contiene una B. Ma ciò non toglie che ci sia una B nella parola both e una N nella parola neither.
- Because both have pen (Perché entrambi dotati di penne). Il corvo infatti è dotato di piumaggio mentre uno scrittoio può avere penne per la scrittura.

Nell'adattamento italiano del film Disney si è preferito tradurre l'indovinello in maniera non letterale: "Perché i tramonti sono pupazzi da levare?". In questo modo si è conservato il gioco di parole presente nell'originale, dove raven e writing desk assonano con stark-raving mad, "pazzo furioso"; in italiano c'è assonanza con la locuzione pazzi da legare.

## Influenza culturale
- Il Cappellaio Matto, in un'illustrazione di Tenniel, appare nel logo della Charisma Records, etichetta discografica di gruppi come i Genesis e i Van der Graaf Generator.
- Batman ha come nemico un criminale che si fa chiamare  Cappellaio Matto: si tratta di un ingegnere di nome Jervis Tetch affetto da maniaco-depressione. La sua ossessione per il libro Alice nel Paese delle Meraviglie lo ha spinto ad assumere l'identità del famoso Cappellaio del racconto stesso. Tetch usa delle carte speciali inventate da lui (con su scritto 10/6) capaci di influenzare il controllo di chi ne viene a contatto.

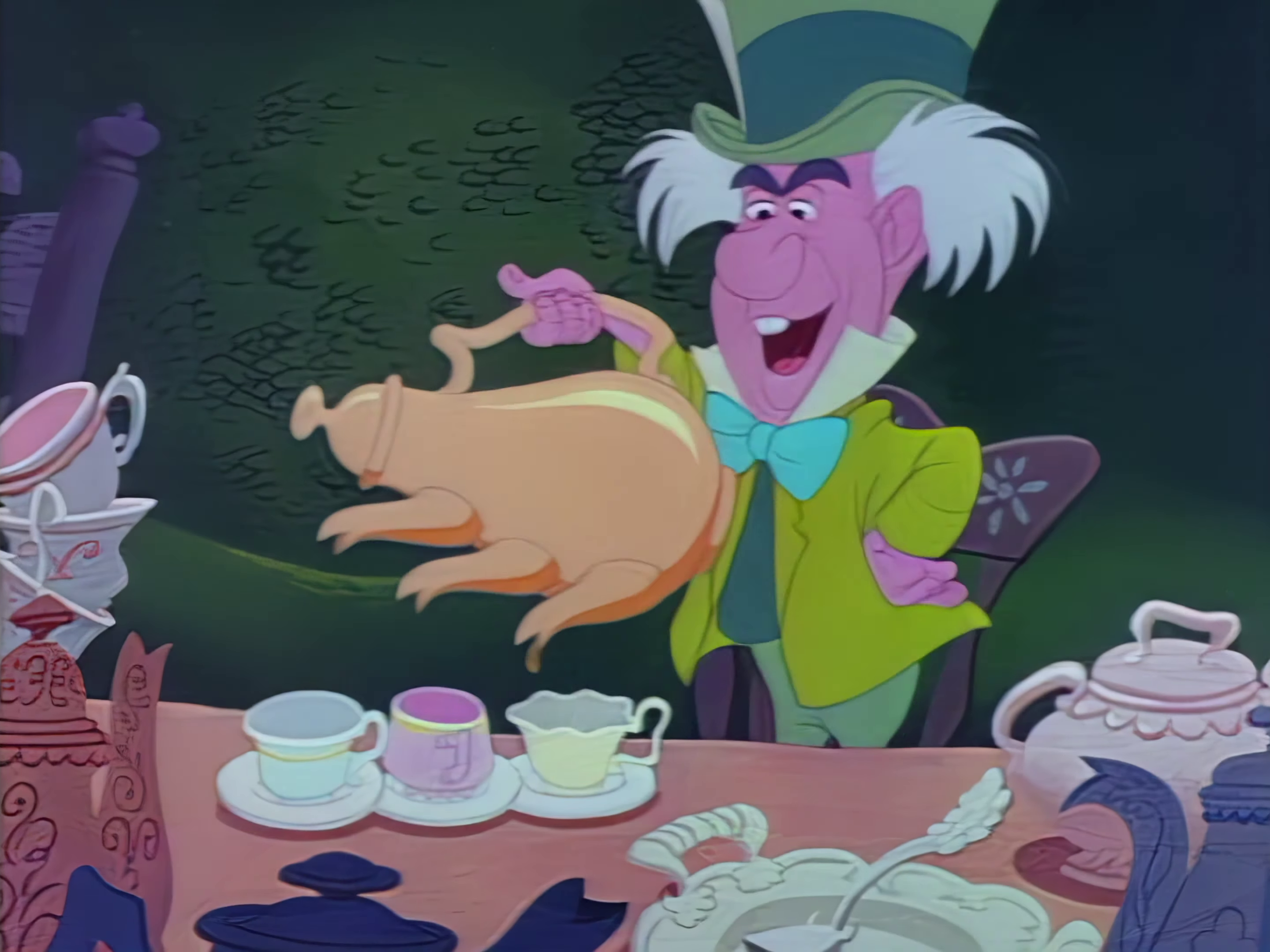
Il Cappellaio Matto nella versione Disney

- Nel lungometraggio della Disney Alice nel Paese delle Meraviglie assume un ruolo di primo piano festeggiando con il Leprotto Bisestile (la Lepre Marzolina di Carroll) il proprio non compleanno, vero tema della curiosa e consueta festicciola alla quale prenderà parte anche la bimba curiosa. In questa versione è apparso anche in altre produzioni animate Disney come cartoni (esempio Bonkers - Gatto combinaguai, House of Mouse - Il Topoclub) e fumetti (si vede per esempio Topolino e il doppio segreto di Macchia Nera del 1955), anche di produzione italiana. In Bonkers - Gatto combinaguai, insieme al Leprotto Bisestile, lavora come truccatori degli studi ma vivono entrambi nella H dell'insegna di Hollywood; e in House of Mouse - Il Topoclub i due sono ospiti.
- Nel videogame per PC American McGee's Alice, seguito horror delle avventure di Alice, il Cappellaio Matto è diventato un autentico scienziato pazzo ossessionato dal tempo. La sua dimora è diventata una specie di grande laboratorio dove tiene rinchiuse le cavie dei suoi sadici esperimenti (tra le quali i suoi ex compagni: la Lepre Marzolina e il Ghiro). Con l'aiuto dei beoti Pincopanco e Pancopinco brama di trasformare tutti gli abitanti del Paese delle Meraviglie nei suoi automi.
- Nell'adattamento televisivo Alice nel Paese delle Meraviglie, il Cappellaio interpretato da Martin Short si rivela come una delle rappresentazioni più fedeli del personaggio. Anche il suo aspetto è identico alle illustrazioni originali di Tenniel, tant'è che la testa dell'attore è stata ingrandita di tre volte per evidenziare maggiormente il suo corpo minuto.

Il Cappellaio Matto (Johnny Depp) nella versione Disney di Tim Burton

- Nel 2008 Tim Burton, Leone d'oro alla carriera, torna alla Disney per dirigere Alice in Wonderland: per la parte del Cappellaio Matto scelse il suo pupillo Johnny Depp (doppiato in italiano da Fabio Boccanera), che torna anche nel sequel, Alice attraverso lo specchio.
- In una scena dell'oav Code Geass - Hangyaku no Lelouch - Nunnally in Wonderland, Lelouch sogna di interpretare il Cappellaio Matto.
- Dal punto di vista culturale il bizzarro comportamento del Cappellaio Matto si può ricondurre ai composti del mercurio che i cappellai del XIX secolo utilizzavano per la fabbricazione di cappelli di feltro. I sintomi del mercurialismo possono essere infatti turbe della personalità, irritabilità, depressione e nervosismo.[7]
- Nel manga Pandora Hearts il personaggio di Xerxes Break è conosciuto anche come "Cappellaio Matto": questo perché la sua catena (chain) è appunto Mad Hatter.
- Il Cappellaio Matto appare in alcuni episodi della prima stagione di C'era una volta, interpretato da Sebastian Stan; in alcuni di essi, è anche il protagonista della trama verticale.